# Alocodesmus pseudolivaceus
Alocodesmus pseudolivaceus är en mångfotingart som beskrevs av Kraus 1954. Alocodesmus pseudolivaceus ingår i släktet Alocodesmus och familjen Chelodesmidae. Inga underarter finns listade i Catalogue of Life.